# Marco Goecke
Marco Goecke (Wuppertal, 12 april 1972) is een Duits choreograaf.

## Carrière
Goecke studeerde vanaf 1988 aan de balletacademie aan de Heinz-Bosl-Stiftung te München. Hij vervolgde zijn studie aan het Koninklijk Conservatorium in Den Haag, waar hij in 1995 zijn diploma behaalde. 
Hij werkte achtereenvolgens bij de Duitse Staatsopera Berlijn, het Theater Hagen, waar in 2000 zijn eerste eigen ballet Loch in première ging, en het Stuttgarter Ballett. In 2005 werd hij huischoreograaf bij het Stuttgarter Ballett, in 2006 ook bij het Scapino Ballet in Rotterdam en vanaf 2013 'associate choreographer' bij het Nederlands Dans Theater. In 2019 verruilde hij het leiderschap in Stuttgart voor de functie van balletdirecteur bij de Staatsoper Hannover.  
Goecke heeft meer dan 60 choreografieën gemaakt, die niet alleen gedanst worden door de balletgezelschappen waarvan hij huischoreograaf was of is, maar ook door vele andere in zijn eigen land en ver daarbuiten. 

## Prijzen
Marco Goecke werd door internationale pers in het gezaghebbende danstijdschrift Ballett/Tanz tot hét nieuwe grote choreografische talent uitgeroepen. In 2003 kreeg hij in Hamburg de Prix Dom Perignon met zijn choreografie Blushing. In december 2006 won hij de Nijinsky Award voor meestbelovende en opvallendste choreograaf in de internationale dans. In 2007 werd hij genomineerd voor Der Faust, de Duitse Theaterprijs 2007. In 2017 werd de Zwaan voor meest indrukwekkende dansproductie 2017 aan zijn productie Midnight Raga toegekend. In 2022 werd aan hem, samen met Christoph Winkler, de Deutsche Tanzpreis uitgereikt.

## Incident
Op zaterdag 11 februari 2023 viel Goecke bij een voorstelling van zijn ballet Hello Earth in het Opernhaus van Hannover, waar hij directeur was van het Staatsballett, een balletcritica van de Frankfurter Allgemeine Zeitung aan. Hij smeerde hondenpoep van zijn teckel Gustav in haar gezicht, omdat hij niet tevreden was over haar recensie van zijn balletvoorstelling In the Dutch mountains, die in Den Haag in première was gegaan bij het Nederlands Dans Theater. Het NDT betreurde het incident, noemde het "in strijd met onze waarden" en gaf te kennen met de choreograaf hierover in gesprek te gaan. De leiding van de Staatsoper Hannover, waarvan het Staatsballett deel uitmaakt, reageerde door Goecke te schorsen en voorlopig de toegang tot het gebouw te ontzeggen. De recensente en haar krant deden aangifte van mishandeling.
Goecke zelf had geen spijt van zijn daad en noemde die "het enige antwoord dat ik nog had". Een dag later gaf hij te kennen veel te ver te zijn gegaan met zijn "impulsieve gedrag" als "uiting van diepe en langdurige frustratie". Hij verontschuldigde zich in het openbaar niet tegenover de besmeurde recensente, maar wel tegenover het Nederlands Dans Theater: "Ik heb spijt dat ik mogelijk schade heb toegebracht aan de reputatie van NDT, al jaren een gewaardeerde opdrachtgever. Hiervoor bied ik mijn excuses aan". Ook zijn slachtoffer gaf haar visie op het incident. Het Staatsballett Hannover besloot op 16 februari 2023 de samenwerking met Goecke niet voort te zetten en beëindigde het contract met onmiddellijke ingang.
De ophef duurde voort, want een week later reageerden 50 Nederlandse ballet- en kunstrecensenten in een open brief. Hun verontwaardiging gold de houding van het NDT, dat het volgens hen ondubbelzinnig had moeten opnemen voor de vrijheid van de kunstkritiek. Zij verklaarden Goeckes voorstellingen te zullen boycotten als hij zijn slachtoffer geen "welgemeende excuses zonder voorbehoud", en zonder blaming-the-victim, zou aanbieden. Het NDT reageerde op de open brief door Goeckes gedrag alsnog af te keuren en de samenwerking met hem op te schorten.

## Choreografieën
- In the Dutch mountains (2023)
- I love you, ghosts (2022)
- Sweet Bones’ Melody (2022)
- Yesterday’s Scars (2022)
- A Wilde Story (2022)
- Good Old Moone (2021)
- Nachtmerrie (2021)
- Shara Nur (2021)
- Fly Paper Bird (2021)
- The big crying (2020), gebaseerd op de dood van zijn vader
- Kiss a Crow (2020)
- Lieben Sie Gershwin? (2020)
- Dogs Sleep (2019)
- The Heart (2019)
- Kunstkammer (2019), samen met Sol León, Paul Lightfoot en Crystal Pite
- La Strada (2018).
- Infant Spirit (2018)
- Walk the Demon (2018)
- Wir sagen uns Dunkles (2017)
- Midnight Raga (2016)
- Woke up Blind (2016)
- Thin Skin (2015)
- Hello Earth (2014)
- Supernova (2013)
- Garbo Laughs (2012)
- Kathleen + (2011)
- Songs for Drella (2010) met Ed Wubbe
- Pierrot Lunaire (2010)
- Supernova (2009)
- De Notenkraker (2008)
- Blushing (2008)
- Nichts (2008)
- Bravo Charlie (2007)
- Beautiful Freak (2007)
- Äffi (2006)
- Ring them Bells (2006)
- Alles (2006)
- Der Rest ist Schweigen (2005)
- Sweet Sweet Sweet (2005)
- De verkochte bruid (2003)
- Mopey (2004)
- Blushing (2003)
- Demigods (2002
- Chicks (2001)
- Loch (2000)